# Oumar N’Gom
Oumar N’Gom (ur. 4 marca 1958) – senegalski zapaśnik. Olimpijczyk z Seulu 1988, gdzie odpadł w eliminacjach w kategorii 82 kg, w obu stylach.
Piąty na igrzyskach afrykańskich w 1991. Zdobył trzy medale na mistrzostwach Afryki w latach 1985 – 1993 roku.